# 张山营镇
张山营镇是中国北京市延庆区下辖的一个镇，位于县境西部。镇政府位于张山营村最西端与佛峪口村（东安庄）接壤的荒地上。

## 行政区划
张山营镇下辖32个村委会：
大庄科村、佛峪口村、水峪村、胡家营村、姚家营村、东门营村、下营村、西五里营村、前黑龙庙村、后黑龙庙村、西卓家营村、下卢凤营村、上卢凤营村、张山营村、马庄村、小河屯村、上板泉村、下板泉村、玉皇庙村、西羊坊村、辛家堡村、丁家堡村、靳家堡村、田宋营村、吴庄村、龙聚山庄村、晏家堡村、中羊坊村、黄柏寺村、上郝庄村、韩郝庄村和苏庄村。
镇中心位于张山营村、上、下卢凤营村连成的建成区，佛峪口村建有冬奥森林公园，冬奥场馆位于庄窠村，古崖居位于东门营村。

## 全国重点文物保护单位
- 古崖居遗址

## 旅游景区
- 古崖居
- 北京松山国家级自然保护区
- 野鸭湖国家湿地公园
- 玉渡山
- 海坨山

## 博物馆
- 延庆县山戎文化陈列馆